# Gosforth, Australien
Gosforth är en del av en befolkad plats i Australien. Den ligger i kommunen Maitland Municipality och delstaten New South Wales, i den sydöstra delen av landet, omkring 130 kilometer norr om delstatshuvudstaden Sydney. Antalet invånare är 196.
Närmaste större samhälle är Maitland, omkring 10 kilometer sydost om Gosforth.
I omgivningarna runt Gosforth växer huvudsakligen savannskog. Runt Gosforth är det ganska tätbefolkat, med 129 invånare per kvadratkilometer. Genomsnittlig årsnederbörd är 1 277 millimeter. Den regnigaste månaden är februari, med i genomsnitt 223 mm nederbörd, och den torraste är juli, med 46 mm nederbörd.